# Цацорин, Геннадий Васильевич
Геннадий Васильевич Цацорин (род. в 1973 году) — военнослужащий войск РХБЗ России, подполковник, участник первой чеченской войны, командир взвода радиационной и химической разведки, Герой Российской Федерации (1996).

## Биография
Родился 12 мая 1973 года в городе Брянка Луганской области (в то время — Ворошиловоградская область) УССР.
В августе 1990 года призван на военную службу и поступил в военное училище. В 1994 году окончил Костромское высшее военное командное училище химической защиты (ныне объединено с Военной академией радиационной, химической и биологической защиты имени Маршала Советского Союза С. К. Тимошенко), получив звание лейтенанта. C августа 1994 года по 1998 год походил службу в различных должностях в Вооружённых Силах Российской Федерации. Первая должность — командир взвода радиационной и химической разведки 42-го армейского корпуса (сейчас 58-я армия) в составе Объединённых сил, приданных Временной администрации в Республике Северная Осетия и Ингушской Республике. Выполнял боевую задачу в зоне чрезвычайного положения, в связи с осетино-ингушским конфликтом.
С декабря 1994 года по 1995 год участвовал в первой чеченской войне в составе 639-го полка. 9 января 1995 года при блокировании чеченских боевиков в районе Президентского дворца в городе Грозном по штурмовой группе был нанесён мощный удар из стрелкового оружия и гранатомётов. В результате попадания из гранатомёта загорелся бронетранспортер с ранеными. Лейтенант Геннадий Васильевич Цацорин с одним из своих солдат бросился тушить бронетранспортер, после того как сбили пламя он был контужен разорвавшейся рядом миной. После этого он получил приказ обеспечить занятие соседнего квартала с группой Воздушно-десантных войск. Выполняя задачу, из огнемёта уничтожил три пулеметные и две снайперские засады боевиков, численностью около 25 человек, чем обеспечил занятие зданий соседней штурмовой группой без потерь. Был ранен снайпером, но отказавшись от госпитализации продолжал выполнять боевую задачу. Из-под сильнейшего огня противника на себе вынес тяжело раненого командира взвода отдельного инженерно-сапёрного батальона.
Указом Президента Российской Федерации от 12 сентября 1996 года за мужество и героизм, проявленные при исполнении воинского долга в Северо-Кавказском регионе, старшему лейтенанту Цацорину Геннадию Васильевичу присвоено звание Героя Российской Федерации.
В 2000 году окончил инженерный факультет Военного университета радиационной, химической и биологической защиты (в настоящее время Военная академия радиационной, химической и биологической защиты имени Маршала Советского Союза С. К. Тимошенко). С 2000 года по 2006 год продолжал службу в должности начальника радиометрического отделения отряда чрезвычайного реагирования. В настоящее время живёт в городе Электросталь Московской области. Работает начальником Управления по территориальной безопасности администрации муниципального образования «Городской округ Электросталь».

## Награды
- Герой Российской Федерации (12 сентября 1996 года), медаль № 367.
- Медаль «За отвагу»
- Медаль ордена Ивана Калиты (Московская область)
- ведомственные и общественные медали

## Факты
13 мая 2012 года в Электростали на территории теннис-центра Культурно-спортивного комплекса «Кристалл» состоялся VIII Открытый турнир по Греко-римской борьбе, посвящённый Геннадию Васильевичу Цацорину.